# Матвеев, Григорий Семёнович
Григорий Семёнович Матве́ев (31 июля 1903, Екатеринбург — 17 июня 1942, там же) — советский инженер-металлург.

## Биография
Родился 18 (31) июля 1903 года в Екатеринбурге в крестьянской семье.
Окончил УПИ в 1924 году по специальности «инженер-металлург».
В 1924—1930 годах работал на металлургических заводах Урала (Нижне-Сергинском, Кушвинском, Верхне-Туринском) — мастер, начальник доменного цеха. В 1931—1940 годах заведующий лабораторией доменного производства в Уральском институте металлов.
С 1931 года читал курс лекций и вёл практические занятия в УПИ.
Умер 17 июня 1942 года в Свердловске. Похоронен на Ивановском кладбище.

## Научная деятельность
Под его руководством впервые выполнены работы по проплавке бокситов в доменной печи Надеждинского металлургического завода (1935), решена проблема одновременного получения литейных чугунов и высокоглиноземистых шлаков для цементной и алюминиевой промышленности. Технология была внедрена на доменных печах Пашийского, Кушвинского и Новотульского заводов. Выполнил работы по организации производства хромоникелевых чугунов на Урале. При его участии на заводах Урала разработана и внедрена технология выплавки ванадиевых чугунов из Кусинских и Первоуральских руд, что позволило получить отечественный феррованадий.
Кандидат технических наук, доцент (1936). Автор около 20 печатных работ.

## Награды и премии
- Сталинская премия I степени (14 марта 1941) — за разработку метода производства феррованадия